# Litopenaeus occidentalis
El camarón langostino o camarón blanco del Pacífico (Litopenaeus occidentalis) es una especie de crustáceo de la familia Penaeidae, nativo del oriente del Océano Pacífico, desde América Central hasta el Perú.

## Hábitat
Vive en aguas someras, generalmente asociadas a fondos fangosos, concentrándose entre los 2 y 27 m de profundidad, aunque puede encontrarse hasta los 160 m en la plataforma continental. Los adultos se encuentran en el mar, mientras que la cría y
levante se realiza en los estuarios.

## Descripción
Alcanza una longitud máxima de 215 mm.  Es de color blanquecino con tonos que van desde el rosado al rosa amarillento claro, ocasionalmente azul violáceo muy claro; presenta franjas azules en el rostro, la parte posterior del caparazón y los segmentos abdominales y una mancha azul circular u ovalada en el sexto segmento del abdomen, más visible en las hembras. Rostro con nueve a doce dientes superiores y tres a cinco inferiores, anteriores al diente epigástrico.

## Vulnerabilidad
Se registra una sobreexplotación pesquera y los ecosistemas costeros utilizados por la especie durante su fase de crecimiento, han sufrido importantes procesos de deterioro.